# Artemis Racing
Artemis Racing es un equipo de vela del Real Club Náutico Sueco de Suecia.
Compite en la Copa América, el Circuito Audi MedCup, las Extreme Sailing Series y el RC44 Championship Tour.

## Copa América

### 2013
Durante un entrenamiento de preparación de la Copa América 2013 en la bahía de San Francisco con uno de sus yates de la clase AC72, perdió la vida el tripulante Andrew Simpson al volcar el barco.

### 2017
En la Copa América 2017 compitió con el barco "Magic Blue", de la clase AC50, y los siguientes 6 tripulantes:
- Nathan Outteridge (timonel)
- Iain Percy (táctico)
- Andreas Axelsson
- Luke Parkinson
- Karl Torlén
- Iain Jensen

Cayó derrotado en la final de las Challenger Selection Series ante el Team New Zealand por 5 regatas a 2.

## Palmarés
- Campeón del mundo de la clase Transpac 52 (TP52) en 2007.
- Campeón del Circuito Audi MedCup en 2007.
- Campeón del RC44 Championship Tour en regatas de flota y subcampeón de la clasificación general en 2009.